# Wielkie Księstwo Oldenburga
Księstwo Oldenburga, formalnie od 1815, a faktycznie od 1829 Wielkie Księstwo Oldenburga (niem. Großherzogtum Oldenburg) – historyczne państwo niemieckie powstałe w 1815 roku z ziem dawnego Księstwa Oldenburga (państwo Świętego Cesarstwa Rzymskiego) włączonego w 1810 roku do Cesarstwa Francuskiego. Księstwo składało się z trzech oddzielnych terytoriów – Oldenburga i dwóch eksklaw: Birkenfeld (wcielonej w 1937 do Prus w zamian za Wilhelmshaven) i Eutin.

## Historia
W 1815 państwo na kongresie wiedeńskim uzyskało status wielkiego księstwa i ziemie Birkenfeld oraz Eutin. Tytuł wielkiego księcia nie był używany przez władców aż do 1829 roku i państwo do tego czasu nazywane było księstwem. W 1815 roku Oldenburg wszedł w skład Związku Niemieckiego. W 1866 roku wszedł w skład Związku Północnoniemieckiego, a po zjednoczeniu Niemiec w 1871 roku stał się jednym z krajów Cesarstwa Niemieckiego.
W wyniku rewolucji listopadowej w 1918 i obaleniu monarchii państwo przekształcono w republikę, 11 listopada 1918 roku wielki książę Fryderyk August II abdykował i wyjechał do zamku w Rastede.
Po 1945 kraj włączono do Dolnej Saksonii. W styczniu 1975 mieszkańcy Oldenburga (873 tys. osób) wraz z mieszkańcami Schaumburg-Lippe opowiedzieli się za przekształceniem ich okręgów w landy RFN, czego jednak Bundestag nie zaakceptował, skłaniając się raczej ku redukcji liczby krajów z 10 do 5-6.